# Camille Berthollet
Camille Berthollet   (Annecy, 4 de gener de 1999) és una violinista i violoncel·lista francesa. Va començar a tocar el violoncel a l'edat de quatre anys i es va formar al Conservatori de Ginebra als 10 anys en la classe de joves músics prometedors. Als vuit anys, va començar el violí en paral·lel. Va continuar la seva formació al Conservatori de Lió i a l'Escola Superior de Música de Ginebra.
Va guanyar el primer premi al Concurs Vattelot-Rampal d'Aix les Bains i París. El juliol de 2011, va guanyar el Concert de Bloomington. El 2012 va ser laureada del Concurs Internacional TIM de París. L'agost de 2013, va ser guardonada amb el 2n premi en el prestigiós concurs internacional Mary Smart a Nova York, en la categoria Under-16 i va rebre el 1er premi en la competició Under-17 de Talents for Europe l'any 2014. Va ser la guanyadora del concurs "Prodiges" 2014, emès a França2.